# Чуковец (Силистренская область)
Чуковец (болг. Чуковец) — село в Болгарии. Находится в Силистренской области, входит в общину Алфатар. Население составляет 308 человек.

## Политическая ситуация
В местном кметстве Чуковец, в состав которого входит Чуковец, должность кмета (старосты) исполняет Бюрхан Назми Акиф (Движение за права и свободы (ДПС)) по результатам выборов правления кметства.
Кмет (мэр) общины Алфатар — Радка Георгиева Желева (Болгарская социалистическая партия (БСП)) по результатам выборов в правление общины.